# Lanioturdus torquatus
Lanioturdus torquatus là một loài chim trong họ Platysteiridae.